# 2022 NX1
2022 NX1 es un objeto cercano a la Tierra de aproximadamente 10 metros (32,8 pies) de diámetro descubierto por Grzegorz Duszanowicz y Jordi Camarasa. El objeto orbita alrededor del Sol pero realiza aproximaciones lentas al sistema Tierra-Luna. Entre el 11 de junio de 2022 y el 3 de julio de 2022 (un período de 22 días ) pasó dentro de la esfera Hill de la Tierra ((aproximadamente 0,01 AU (1,5 millones de km)) a una velocidad relativa baja y quedó temporalmente capturada por la gravedad de la Tierra, con una excentricidad orbital geocéntrica de menos de 1  y una energía orbital geocéntrica negativa.  Debido a su órbita similar a la de la Tierra, el objeto podría ser de origen artificial o eyección lunar.  Sin embargo, la espectroscopia visible obtenida con el Gran Telescopio Canarias muestra que se trata de un asteroide. La aproximación más cercana a la Tierra en 2022 fue el 26 de junio de 2022, aproximadamente a 812.200 kilómetros cuando tenía una velocidad relativa de 0,96 km/s (2100 mph).  Estuvo cerca de la Tierra por última vez alrededor del 16 de enero de 1981, cuando pasó a unos 600,000 km de la Tierra.  Regresará como satélite temporal en diciembre de 2051.
| Época       | Distancia de la Tierra                      | Excentricidad orbital | Ápside                                      | Período orbital           |
| ----------- | ------------------------------------------- | --------------------- | ------------------------------------------- | ------------------------- |
| 2022-Jun-11 | 0,0077 unidades astronómicas (1,2 × 106 km) | 1.024                 | {\displaystyle \infty }                     | {\displaystyle \infty }   |
| 2022-Jun-12 | 0,0075 unidades astronómicas (1,1 × 106 km) | 0.997                 | 3,6 unidades astronómicas (538,6 × 106 km)  | 1.395,02 años (509.532 d) |
| 2022-Jun-21 | 0,0058 unidades astronómicas (0,9 × 106 km) | 0.815                 | 0,054 unidades astronómicas (8,1 × 106 km)  | 2,92 años (1.067 días)    |
| 2022-Jul-02 | 0,0058 unidades astronómicas (0,9 × 106 km) | 0.987                 | 0,82 unidades astronómicas (122,7 × 106 km) | 154,59 años (56.465 d)    |
| 2022-Jul-03 | 0,0059 unidades astronómicas (0,9 × 106 km) | 1.008                 | {\displaystyle \infty }                     | {\displaystyle \infty }   |

El objeto fue descubierto el 2 de julio de 2022 por el Observatorio Moonbase South en Namibia cuando tenía una declinación en el hemisferio sur de -59° en la constelación de Pavo.
Con un arco de observación de 56 días, el objeto muestra una probabilidad del 1,2% de impactar la Tierra entre los años 2075 y 2122.  Este asteroide experimentó un sobrevuelo capturado temporalmente en 1981, tuvo otro en 2022 y el arco de observación actual predice que se convertirá nuevamente en una miniluna en 2051.
El espectro de reflectancia de 2022 NX1 sugiere que su origen no es artificial y también que no se trata de eyecciones lunares;  también es diferente del tipo V de la única otra miniluna con espectroscopia disponible, 2020 CD3. El espectro visible de 2022 NX1 es consistente con el de un asteroide de tipo K, aunque también podría clasificarse como de tipo Xk.  Considerando los valores típicos del albedo similar de los asteroides de tipo K y Xk y su magnitud absoluta, 2022 NX1 puede tener un rango de tamaño de 5 a 15 m.